# Matt Sloan
Matt Sloan (* 20. Jahrhundert) ist ein australischer VFX Supervisor, Spezialeffektetechniker und Animatroniker.

## Leben
Matt Sloan wuchs in Australien auf und studierte Geologie. Während seiner Ausbildung lernte er für seismische Testungen das Handwerk mit Explosivstoffen. Der erste Film, für den er arbeitete, war Fortress – Die Festung mit Christopher Lambert. Dort war er als Pyrotechniker eingesetzt. Etwa ab 2000 sattelte er auf Visuelle Effekte um, da die Technologie immer mehr an Bedeutung gewann.
Während seiner Arbeit als Animatroniker an Star Wars: Episode II – Angriff der Klonkrieger (2002) und Star Wars: Episode III – Die Rache der Sith (2005) durfte er den Jedi-Meister Plo Koon darstellen, da ihm das Kostüm des vorigen Darstellers Alan Ruscoe, der nicht nach Australien reiste, passte.
Ab 2009 arbeitete er für Weta Digital und kümmerte sich als technischer Leiter um Filme wie Avatar – Aufbruch nach Pandora (2009), Marvel’s The Avengers (2012), Prometheus – Dunkle Zeichen (2012) und die Hobbit-Trilogie (bis zu Der Hobbit: Smaugs Einöde). 2013 wechselte er zu 20th Century Studios, wo er an der X-Men-Filmreihe arbeitete sowie an Der Marsianer – Rettet Mark Watney (2015).
Für die Effekte an X-Men: Apocalypse (2016) wurde er für einen AACTA Award nominiert.
Für Love and Monsters wurde er bei der Oscarverleihung 2021 zusammen mit Genevieve Camilleri, Matt Everitt und Brian Cox für einen Oscar in der Kategorie Beste visuelle Effekte nominiert.